# Ляшенко, Ефим Антонович
Ефим Антонович Ляшенко (15 октября 1900 года, с. Македоны, Каневский уезд, Киевская губерния — 7 августа 1947 года, Москва) — советский военный деятель, генерал-майор технических войск (27 января 1943 года).

## Начальная биография
Ефим Антонович Ляшенко родился 15 октября 1900 года в селе Македоны ныне Мироновского района Киевской области.
Работал в хозяйстве отца в родном селе и одновременно учился в высшем начальном училище в городе Ржищев.

## Военная служба

### Гражданская война
В мае — июне 1919 года состоял в отряде под командование Трепета, в составе которой принимал участие в бою против красноармейского бронепоезда в районе Канева. После разгрома вернулся на родину, где вступил в отряд Бурлака, бывшего заместителем Трепета, где состоял в течение 25 дней, после чего служил в охране при гимназии г. Ржищев.
В июле 1920 года призван в ряды РККА и направлен в 19-й кавалерийский полк в составе 1-й бригады 4-й кавалерийской дивизии (1-я Конная армия), после чего принимал участие в боевых действиях на Западном и Южном фронтах.
В 1921 году вступил в ряды РКП(б). В марте того же года назначен на должность командира эскадрона в составе 1-го кавалерийского полка (15-я кавалерийская дивизия), после чего принимал участие в подавлении восстания под руководством А. С. Антонова на территории Тамбовской губернии.

### Межвоенное время
В сентябре 1921 года Ляшенко направлен на учёбу на 7-е Старожиловские кавалерийские курсы, после окончания которых в мае 1922 года назначен на должность командира взвода в составе отдельного кавалерийского эскадрона (3-я кавалерийская дивизия), дислоцированного в г. Александрополь, а в октябре — на должность командира эскадрона в составе 2-го отдельного полка (Отдельная кавалерийская бригада).
В декабре 1923 года направлен курсантом и инструктором верховой езды в 21-ю Тифлисскую пехотную школу, после окончания которой с сентября 1924 года продолжил учёбу в Крымской кавалерийской школе, дислоцированной в Симферополе. После окончания школы с октября 1925 года служил на должностях командира взвода в составе 49-го и 50-го кавалерийских полков (9-я кавалерийская дивизия), дислоцированных в Тульчине, а с октября 1926 года — на должностях командира эскадрона, начальника химической службы и помощника начальника штаба 50-го кавполка.
В 1930 году окончил химические курсы усовершенствования командного состава в Москве, и в феврале 1931 года назначен на должность начальника химической службы дивизии, дислоцированной в городе Гайсин.
В апреле 1933 года Ляшенко направлен на учёбу в Военную академию химической защиты имени К. Е. Ворошилова, после окончания которой в апреле 1938 года назначен на должность начальника отдела химических войск в Ленинградском военном округе. Во время Советско-финской войны, находясь на должности начальника химической службы 7-й армии, принимал участие в боевых действиях на Карельском перешейке.
В ноябре 1940 года назначен на должность начальника отдела химических войск Забайкальского военного округа.

### Великая Отечественная война
С началом войны находился на прежней должности.
С сентября 1941 года служил на должностях начальника управления тыла и заместителя командующего войсками Забайкальского фронта, а с декабря 1942 года — на должностях заместителя начальника тыла и заместителя командующего по тылу Донского фронта, находясь на которых, принимал участие в боевых действиях в ходе Сталинградской битвы. После окончания битвы был назначен на должность начальника тыла Сталинградской группы войск, а в апреле 1943 года — на должность заместителя начальника Управления по сбору трофейного вооружения, имущества и металлолома.
С ноября 1943 находился в распоряжении Главного управления кадров НКО и 3 января 1944 года назначен на должность командира 115-й стрелковой дивизии, которая принимала участие в боевых действиях в ходе Ленинградско-Новгородской и Старорусско-Новоржевской наступательных операций и освобождении г. Холм, за что ей было присвоено почётное наименование «Холмская». 18 июня Е. А. Ляшенко был освобождён от занимаемой должности, зачислен в резерв и 21 июля назначен на должность командира 200-й стрелковой дивизии, которая вскоре принимала участие в боевых действиях в ходе Шяуляйской и Режицко-Двинской наступательных операций. За отличия при освобождении г. Двинск дивизии было присвоено почётное название «Двинская».
24 августа откомандирован в распоряжение Военного совета 2-го Прибалтийского фронта и в сентябре назначен на должность заместителя командира 93-го стрелкового корпуса, который вскоре принимал участие в ходе блокады Курляндской группировки войск противника. 8 января 1945 года был освобождён от занимаемой должности и 10 апреля назначен на должность заместителя командира 121-й гвардейской стрелковой дивизии, а 20 апреля — на должность командира 280-й стрелковой дивизии, которая в ходе Берлинской наступательной операции принимала
участие в боевых действиях в районе городов Ютеборг и Луккенвальде.
1 мая был тяжело ранен и эвакуирован в госпиталь.

### Послевоенная карьера
После окончания войны продолжил лечение в госпитале.
Генерал-майор технических войск Ефим Антонович Ляшенко в августе 1946 года вышел в запас по болезни. Умер 7 августа 1947 года в Москве.

## Воинские звания
- Комбриг (21 марта 1940 года);
- Генерал-майор технических войск (27 января 1943 года).

## Награды
- Орден Ленина (06.11.1945);
- Пять орденов Красного Знамени (21.03.1940, ?, 25.02.1944, 03.11.1944, 09.06.1945);
- Орден Красной Звезды (11.03.1944);
- Медали.